# Jaskinia w Małej Świstówce
Jaskinia w Małej Świstówce – jaskinia w Miętusich Turniach w Dolinie Miętusiej w Tatrach Zachodnich. Ma dwa otwory wejściowe, położone na wąskich półkach skalnych, które znajdują się w Małej Świstówce na wysokościach 1411 i 1417 metrów n.p.m., 40 metrów od Jaskini Miętusiej Wyżniej. Długość jaskini wynosi 50 metrów, a jej deniwelacja 6,5 metra.

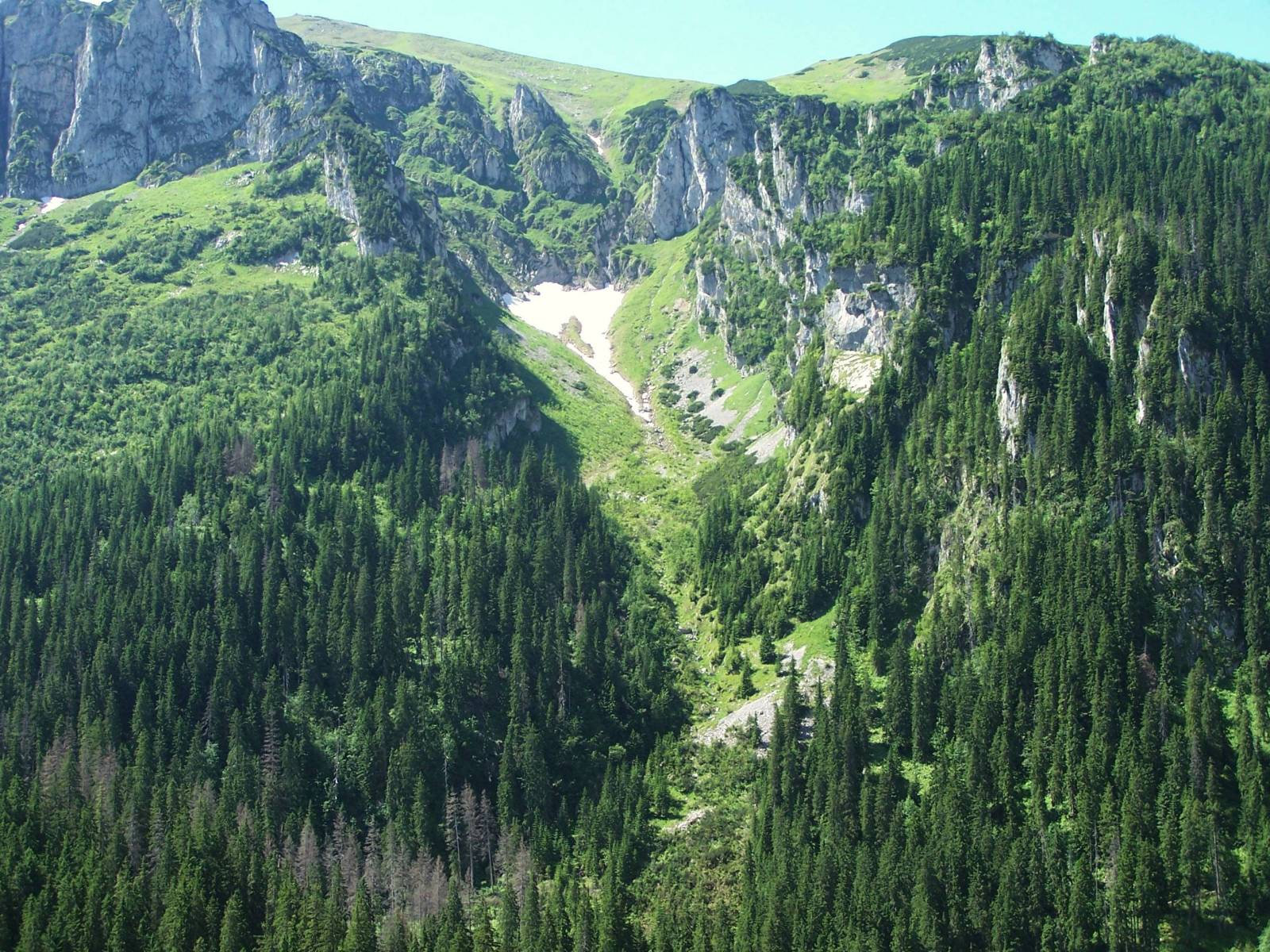
Mała Świstówka. Po prawej Miętusie Turnie

## Opis jaskini
Jaskinię stanowi parę prostych i prawie poziomych korytarzy połączonych ze sobą. 
Główny korytarz ma 22 metry długości i zaczyna się od dolnego otworu, a kończy piaszczystym syfonem. 
W połowie jego długości odchodzi 6-metrowy korytarzyk, na którego końcu można przejść do małej salki lub wejść do kolejnego korytarza (9-metrowego), który prowadzi do górnego otworu.

## Przyroda
W jaskini występują nacieki grzybkowe i mleko wapienne.
Jej ściany są mokre. Do połowy długości głównego korytarza rosną mchy i porosty.

## Historia odkryć
Jaskinia była prawdopodobnie znana od dawna. Jednak pierwszą wzmiankę o niej opublikował Z. Wójcik w 1966 roku.